# Marie-Juliette Louvet
Pour les articles homonymes, voir Louvet.
Marie-Juliette Louvet, née le 9 mai 1867 à Pierreval et morte le 24 septembre 1930 dans le 16e arrondissement de Paris, fut la maîtresse de Louis II de Monaco, alors prince héréditaire de Monaco et futur prince souverain. Elle est la mère de Charlotte de Monaco, princesse héréditaire de Monaco et la grand-mère du prince Rainier III. 

## Parents et descendance
Fille de Jacques Henri Louvet (Pierreval, 10 septembre 1830 - Rouen, 7 septembre 1910), conducteur d'omnibus, et de sa première femme Joséphine Elmire Piedefer (La Rue-Saint-Pierre, 3 septembre 1828 - Pierreval, 10 juillet 1871), elle est la mère de la future princesse héritière Charlotte de Monaco, la grand-mère maternelle du prince Rainier III et l'arrière-grand-mère du prince Albert II.

## Mariage et divorce
Connue comme Juliette, elle se maria le 6 octobre 1885, dans le 9e arrondissement de Paris, avec Achille Paul Léonce Delmaet (Paris, 28 avril 1860 - Le Perreux, 15 octobre 1914), photographe connu pour ses clichés de nu de La Goulue (artiste danseuse de cancan du Moulin-Rouge), et eut de lui deux enfants : 
- Georges Delmaet (1884-1955), marié, dont postérité ;
- Marguerite Delmaet (1886-1964).

Dans les actes d'état civil, Marie-Juliette Louvet est désignée comme couturière.
Le couple divorce à Paris le 14 janvier 1893.
Par la suite, elle deviendra hôtesse, modèle de photographie d'art ou peut-être même aussi chanteuse dans un cabaret à Pigalle, puis lingère dans un régiment en Algérie.

## Liaison avec le prince
Il n’est pas connu comment le futur Louis II de Monaco la rencontra : il se peut que ce soit lorsqu'elle était hôtesse dans un cabaret à Paris et que le prince l'ait emmenée avec lui dans sa ville de garnison.
On retrouve Marie-Juliette Louvet blanchisseuse (lingère) dans la caserne à Constantine (Algérie française) où servait (dans l'armée française) le futur prince souverain, à titre d'officier subalterne aux chasseurs à cheval d'Afrique (3e régiment de chasseurs d'Afrique).
Marie-Juliette Louvet et le futur Louis II de Monaco eurent une fille naturelle : 
- Charlotte Grimaldi de Monaco[6], qui naquit en 1898 à Constantine[7].

## Reconnaissance et légitimation
Faute de descendance française chez les Grimaldi (l'héritier du trône était un cousin allemand du prince régnant) et dans la mesure où elle ne pouvait pas être légitimée par mariage[Comment ?] (puisque née durant le mariage encore canoniquement valide de sa mère avec Achille Delmaet[réf. nécessaire]), Charlotte de Monaco fut adoptée par le fils du prince régnant Albert Ier en 1919 et devint ainsi, à 22 ans, l'héritière de la principauté de Monaco. Elle épouse Pierre de Polignac mais le couple divorcera ; néanmoins, de cette union sont nés la princesse Antoinette de Monaco et le prince Rainier III de Monaco.
Le traité de Paris de 1918 (traité franco-monégasque signé le 17 juillet 1918) spécifiait dans son article 3 : 

« En cas de vacance de la couronne, notamment faute d’héritiers directs ou adoptifs, le territoire monégasque formera, sous le protectorat de la France, un État autonome, sous le nom d’État de Monaco. »

Marie-Juliette Louvet ne reçut jamais aucun titre des princes Albert Ier et Louis II.

## Ascendance
Les quartiers connus de Marie-Juliette Louvet révèlent une grande stabilité géographique,.

## Hommage
Un chemin porte désormais le nom de Juliette Louvet dans son village de naissance, Pierreval.